# Saint-Sulpice-des-Rivoires
Saint-Sulpice-des-Rivoires – miejscowość i gmina we Francji, w regionie Owernia-Rodan-Alpy, w departamencie Isère. Nazwa miejscowości pochodzi od imienia św. Sulpicjusza.
Według danych na rok 1990 gminę zamieszkiwały 343 osoby, a gęstość zaludnienia wynosiła 48 osób/km² (wśród 2880 gmin regionu Rodan-Alpy Saint-Sulpice-des-Rivoires plasuje się na 1287. miejscu pod względem liczby ludności, natomiast pod względem powierzchni na miejscu 1347.).